# Brothers: A Tale of Two Sons
Brothers: A Tale of Two Sons – komputerowa gra przygodowa wyprodukowana przez szwedzkie studio Starbreeze Studios i opublikowana przez 505 Games w 2013 roku. Gra ukazała się na platformach Xbox 360, Microsoft Windows, PlayStation 3, PlayStation 4, Xbox One, iOS, Android, Windows Phone, Nintendo Switch oraz Amazon Luna. Akcja gry rozgrywa się w fantastycznym świecie zamieszkanym przez fikcyjne stworzenia, takie jak orkowie i trolle, gdzie dwaj młodzi bracia wyruszają w podróż, aby znaleźć lekarstwo na chorobę swojego ojca. Gra spotkała się z pozytywnymi recenzjami krytyków, a do stycznia 2015 roku sprzedano ponad 800 000 egzemplarzy. Brothers otrzymała nagrodę BAFTA za najbardziej innowacyjną grę roku 2014 i została uhonorowana statuetką Spike Video Game Awards dla najlepszej gry roku 2013.